# Paulo Schroeber
Paulo Schroeber (ur. 18 sierpnia 1973 w Caxias do Sul, zm. 24 marca 2014 tamże) – brazylijski gitarzysta, producent, kompozytor i nauczyciel muzyki. Najbardziej znany z występów w zespole Almah, do którego należał w latach 2008–2011. Czerpał inspiracje do swojego stylu gry z rocka, jazzu, fusion i metalu.

## Biografia
Pierwszy swój kontakt z muzyką miał w wieku 15 lat, kiedy otrzymał od ojca gitarę. Gdy skończył 18 lat, przerwał naukę akademicką by móc zająć się muzyką. Jako swoje inspiracje wymieniał takich gitarzystów jak Jason Becker, Marty Friedman i Steve Morse.
W 2008 roku dołączył zespołu Almah. Z Marcelem Barbosą nagrał partie gitar na albumy Fragile Equality i Motion.
W 2011 roku w związku z problemami zdrowotnymi, musiał opuścić zespół. W tym samym roku wydał swój album solowy Freak Songs.
24 marca 2014 roku zmarł w szpitalu ze względu na niepowodzenie operacji związanej z próbą zresetowania rozrusznika serca.

## Dyskografia
Dies Irae
- Dies Irae (2001)

Astafix
- End Ever (2009)
- Internal Saboteur (2015)

Almah
- Fragile Equality (2008)
- Motion (2011)

Solo
- Freak Songs (2011)